# 帶尾平鮋
帶尾平鮋，為輻鰭魚綱鮋形目鮋亞目平鮋科的其中一種，為亞熱帶海水魚，分布於東太平洋阿拉斯加Yakutat灣至墨西哥下加利福尼亞海域，棲息深度9-547公尺，本魚體桃紅，腹部銀白色，背部具暗色鞍狀斑，背鰭硬棘13枚; 背鰭軟條12-14枚;臀鰭硬棘3枚;臀鰭軟條5-8枚，體長可達38公分，棲息在軟底質底層水域，卵胎生，生活習性不明。